# أكسيم

الأكسيم عبارة عن صنف من المركبات العضوية التي لها الصيغة العامة R1R2C=NOH، حيث R1 وR2 عبارة عن سلسلة جانبية عضوية. عندما تكون إحدى السلاسل الجانبية عبارة عن ذرة هيدروجين فإننا نحصل على ألدوكسيم، أما في حال كونها باقي عضوي فإننا نحصل على كيتوكسيم. أما أميدوكسيم فهو أكسيم لنصف الأمينال ولها الصيغة العامة ('RC(=NOH)(NRR.

## التحضير
تحضر الأكسيمات من تفاعل تكاثف الألدهيد أو الكيتون مع الهيدروكسيلامين، حيث تعطي الألدهيدات الألدوكسيمات، أما الكيتونات فتعكي الكيتوكسيمات.
يمكن تحضير الأكسيمات أيضاً من تفاعل النتريتات مثل نتريت الأميل وذلك مع مركبات حاوية على ذرة هيدروجين حمضية. من الأمثلة على هذه الطريقة تفاعل أسيتو أسيتات الإيثيل ونتريت الصوديوم في حمض الخليك،  وتفاعل ميثيل إيثيل الكيتون مع نتريت الإيثيل في حمض الهيدروكلوريك، 
أو بتفاعل مشابه للتفاعل الأخير مع البروبيوفينون،  أو كلوريد الفيناسيل،  أو نتريل المالون 

## الخصائص
يمكن للأكسيمات أن توجد بحالتي تماكب فراغي E أو Z، وذلك سواء للألدوكسيمات (R ≠ H, R' = H) أو للكيتوكسيمات (R ≠ R')، وتختلف الحالتين الفراغيتين عن بعضهما بالنشاط الكيميائي.
توجد الأكسيمات عادة على شكل بلورات عديمة اللون، ضعيفة الانحلال في الماء. تمتلك الأكسيمات ثلاث حزم مميزة في مطيافية الأشعة تحت الحمراء  وذلك عند الأرقام الموجية التالية: 3600 للرابطة (O-H) و1665 للرابطة (C=N) و945 للرابطة (N-O).

## التفاعلات
يمكن حلمهة الأكسيمات بسهولة بالتسخين بوجود الأحماض المعدنية، حيث تعطي الأدهيدات أو الكيتونات الموافقة بالإضافة إلى الهيدروكسيلامين، كما يمكن اختزال الأكسيمات باستخدام ملغمة الصوديوم حيث نحصل على الأمينات.
يمكن تحويل الأكسيمات إلى الأميدات الموافقة بالمعالجة مع الأحماض المختلفة، ويدعى هذا التفاعل باسم إعادة ترتيب بكمان.
في إعادة ترتيب نيبر تتحول أكسيمات معينة إلى ألفا أمينو الكيتونات الموافقة.

## الاستخدامات
إن من أكبر تطبيقات الأكسيمات هو وجودها كمركب مرحلي أثناء التحضير الصناعي للكابرولاكتام، والمستخدم لاحقاً من أجل تحضير نايلون 6. تبدأ العملية من حلقي الهكسانون والذي يحول إلى الأكسيم، والذي بوجود حفاز من حمض الكبريتيك، يخضع لعملية إعادة ترتيب بكمان ليعطي الكابرولاكتام: